# Vienna (Illinois)
 For alternative betydninger, se Vienna. (Se også artikler, som begynder med Vienna)
Vienna (engelsk: [vaɪˈænə]) er en amerikansk by og administrativt centrum for det amerikanske county Johnson County i staten Illinois. Byen har et indbyggertal på 1.343 (2020) indbyggere.
1. 1 2  USA's folketælling fra 2020, hentet 1. januar 2022 (fra Wikidata).